# Ostreococcus tauri
Espèce
Apparue il y a 1,5 milliard d'années, Ostreococcus tauri est une espèce d'algue verte unicellulaire de 0,8 μm de diamètre ce qui en fait le plus petit eucaryote photosynthétique connu.Ses dimensions exceptionnellement petites placent cet organisme unicellulaire dans le domaine de l'ultrastructure. Elle possède un génome très compact.
En tant que membre commun des populations picoplanctoniques océaniques mondiales, cet organisme a un rôle majeur dans le cycle du carbone dans de nombreux domaines. Récemment, O. tauri a fait l'objet d'études utilisant la génomique comparative et la génomique fonctionnelle.

## Historique
Cette espèce a été découverte dès 1991-1992 par Claude Courties dans l'étang de Thau (Méditerranée occidentale, France) grâce à  la technique de la cytométrie en flux nouvellement implantée au laboratoire des écosystèmes lagunaires de l'Université de Montpellier. La découverte a été annoncée dans la revue Nature en 1994. L'espèce nouvelle a été formellement décrite en collaboration avec Marie-Josèphe Chrétiennot-Dinet (Laboratoire Arago, Banyuls sur mer), en 1995 dans la revue Phycologia. L'espèce O. tauri était le premier picoeucaryote très abondant décrit dans un milieu marin côtier comme signalé par Vaquer et al en 1996 dans la revue Limnology & Oceanography.   

## Morphologie
Ostreococcus tauri est une algue verte unicellulaire de petite taille mesurant entre 0,2 µm et 2 µm de diamètre et faisant partie des picoplancton. Cette algue est décrite comme le plus petit organisme eucaryote photosynthétique libre connu . 
Son organisation cellulaire est minimaliste. La cellule est dépourvue d'une paroi cellulaire au sens végétal du terme, ainsi que de flagelles. Dans un volume de cytoplasme très réduit, elle possède un unique chloroplaste, une unique mitochondrie ainsi qu'un seul appareil de Golgi qui sont disposés autour d'un noyau. 
Cette morphologie, très simple, confère à cette algue la caractéristique d'être un modèle d'étude du phytoplancton eucaryote.

## Mode de reproduction
Ostreococcus tauri est capable de se reproduire par mitose. Cette algue est capable d'effectuer une à deux ou 3 divisions par jour (selon les conditions trophique et de lumière). Mais, cette algue est également capable de se reproduire via la reproduction sexuée (pas encore démontré, référence ?).

## Génome
Le génome d'Ostreococcus tauri a été séquencé entre 2002 et 2005 et publié en 2006. Il a tout d'abord été décrit sur 14 chromosomes, mais ce dernier contient finalement 20 chromosomes. La taille du génome est de 12,513 Mpb, ce qui le place au rang de génome très compact. La taille de son génome est similaire à celui de Saccharomyces cerevisiae. 7892 gènes ont été prédits chez Ostreococcus tauri avec très peu de redondance entre eux. Trois souches d'Ostreococcus ont été séquencées entre 2007 et 2010 : O.tauri, O.lucimarinus et O. sp RCC809. Une quatrième souche d'Ostreococcus mediterraneus (ex Clade D) serait en cours de séquençage. Ainsi, les études permettant d'élucider la fonction des gènes conservés entre ces algues « primitives » et les plantes supérieures va permettre de mieux comprendre la fonction et la régulation des gènes homologues chez les plantes, ainsi que la manière dont ils ont évolué.

## Phylogénie
L’intérêt suscité par cette algue verte planctonique unicellulaire s'explique par sa position évolutive à la base de la lignée verte menant aux plantes supérieures. De ce fait, Ostreococcus tauri partage avec les plantes beaucoup de mécanismes physiologiques et moléculaires. Ainsi, la plupart des gènes présents spécifiquement dans le règne végétal sont présents chez O. tauri. On date l'apparition d'Ostreococcus tauri à 1,5 milliard d'années.

## Écologie
O. tauri domine par son abondance dans l'étang de Thau dans le sud de la France. Les conditions qui sont censées conduire à cette domination sont tout d'abord que la lagune est utilisée pour la culture intensive de mollusques (moule, huitre), et d'autre part que les niveaux de cuivre dans la lagune sont élevés. Les petites algues sont préférentiellement consommés par les mollusques, qui sont des organismes filtreurs. O. tauri est mieux adapté que d'autres espèces pour faire face aux conditions défavorables. L'excès de cuivre dans le lagon est considéré comme provenant de produits chimiques agricoles utilisés par les vignes environnantes. 
En 2012, une équipe du laboratoire d'océanographie microbienne de l'observatoire océanologique de Banyuls-sur-Mer (LOMIC) a fait des premiers tests sur Ostreococcus tauri comme nouveau biosenseur luminescent afin de tester la toxicité de l'environnement. Ces derniers ont testé deux antifouling, Diuron et Irgarol 1051, qui entourent communément les eaux côtières. Pour étudier les impacts de ces biocides sur la fluorescence, ils ont couplé des gènes cibles avec la luciferase. Les résultats qui ont été obtenus sont considérés comme fiables. Les gènes de la division cellulaire (CDKA), de l'horloge circadienne (TOC1, CCA1), liés à l'assimilation des nutriments et à la photosynthèse sont des gènes cibles potentiels de biocides.

## Décryptage de l'horloge circadienne
Ostreococcus tauri est également un modèle d'étude pour étudier la biologie circadienne et la biologie systémique (simplicité structurale et faible nombre de gènes) de façon générale. L'horloge circadienne d'Ostreococcus tauri repose essentiellement sur une boucle à deux gènes : TOC1/CCA1. TOC1 active la transcription du promoteur de CCA1 alors que CCA1 inhibe la transcription de TOC1 en se liant motif conservé EE du promoteur de TOC1. Ce mécanisme de l'horloge circadienne d'O.tauri dépend également de CPF1 et LOVHK qui sont des photorécepteurs sensibles à la lumière bleue.